# Saga de Hadingus
La saga de Hadingus o Haddings saga se considera una saga legendaria sobre la figura del rey danés Hadingus. La historia de Hadingus aparece al final del libro primero de Gesta Danorum, pero los historiadores coinciden que por la composición de su contenido, es probablemente una versión danesa de una obra mucho más antigua de la que escribió Saxo Grammaticus. La saga original se considera una obra perdida, posiblemente una de las sagas islandesas que no sobrevivió, cuya existencia en Islandia se constata en diversas referencias en la poesía medieval islandesa. La saga en sí misma se conserva sólo en Gesta Danorum, pero todos los testimonios de su existencia proceden de fuentes noruegas o islandesas.
El escritor Poul Anderson hizo una investigación y adaptación de la saga basándose en diversas fuentes, recreando el relato desde el punto de vista histórico, la vida y costumbres de lo que fue realmente la era vikinga. Según Anderson, la figura de Hadingus es equiparable a la del rey Arturo.